# Haris-bazár (Budapest)
A Haris-bazár (német nevén Harischbazar) egy üzletház és egyben átjáróház volt Budapest belvárosában, mely a Koronaherceg (ma Petőfi Sándor) utcát a Váci utcával kötötte össze.

## Története

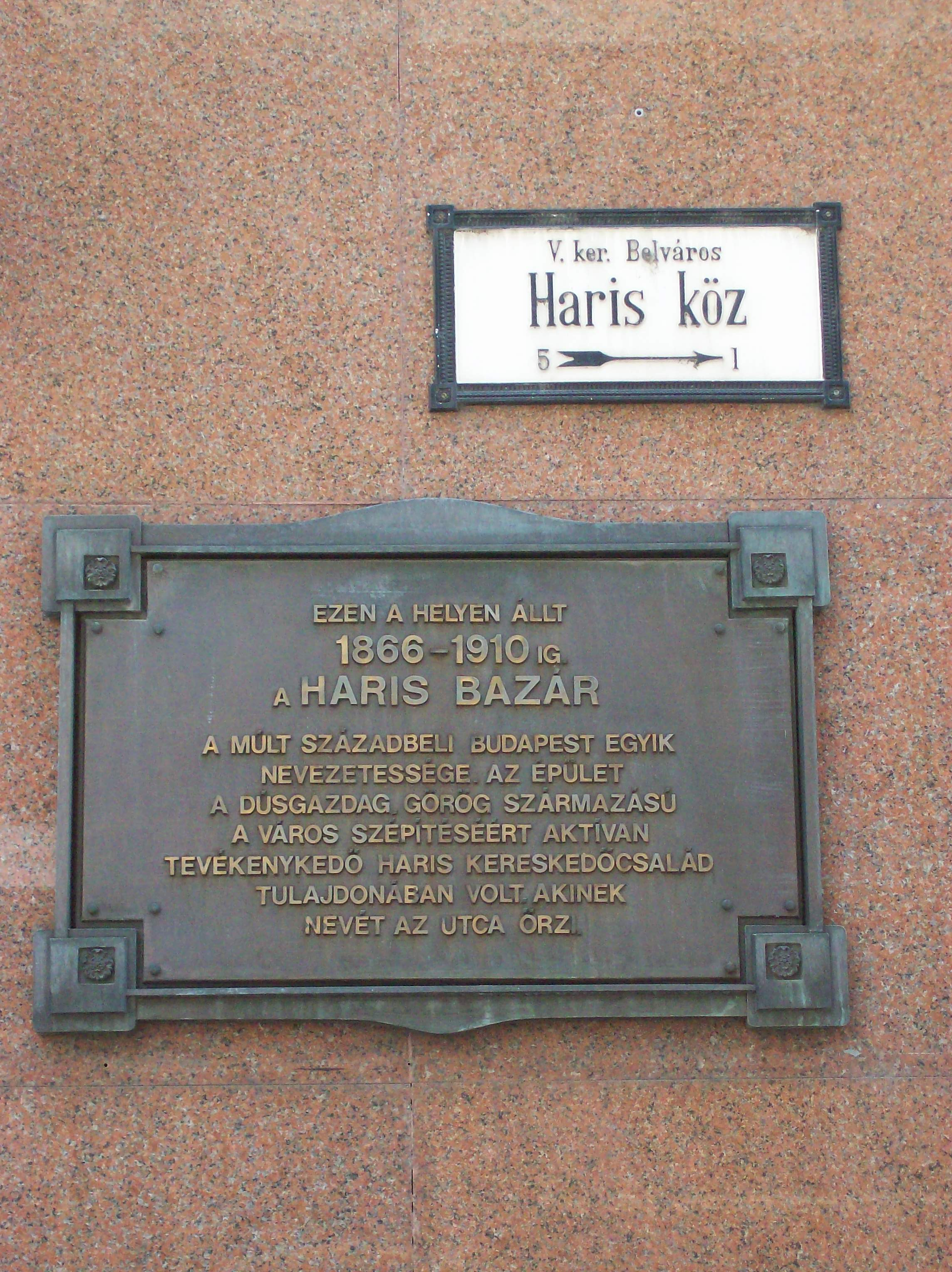
Emléktábla a Haris közben

1866-ban kezdte meg építtetését Haris Gergely görög származású dúsgazdag fővárosi polgár. A vasvázas tetőszerkezetű, üvegezett épületet Feszty Adolf tervezte. Az udvarán található üzletek a keleti bazárok hangulatát tükrözték. 1871-ben itt alapította meg jól felszerelt könyvnyomdáját Buschmann Ferenc. 1885. április 2-án délután négy és fél öt között a Haris-bazár II. emelet 29-es számú lakásában borzalmas kettős gyilkosság történt: megöltek egy húszéves prostituáltat, Végh (Peschnek) Veronát, és nyolcéves unokahúgát, Buday Rózát. A rendőrség kevesebb mint 24 óra alatt elfogta a tettest, Balentics Imrét. Az esemény óriási vihart kavart, a hírhedt Végh-ügyként vonult be a történelembe. 1910-ben bontották le az épületet, helyébe 1911-ben keskeny sikátorszerű utcától elválasztott két nagy bérházat emeltek Rainer Károly tervei szerint. A Haris-bazár egykori helyét emléktábla őrzi a Haris közben. 
A Haris-bazárt feltünteti az 1908-as évnél a "Budapest időgép" térkép. Korabeli helyesírással látható a térképen, hogy 1908-ban a Váczi utcza, a Korona-herczeg utca, a Párisi utcza és a Kígyó utcza által határolt belvárosi tömb központjában állt a Haris-bazár. Jelenleg Budapest V. kerületében a Petőfi Sándor utcát köti össze a Váci utcával a bazár emlékére elnevezett Haris köz.